# Isabelle de Charrière

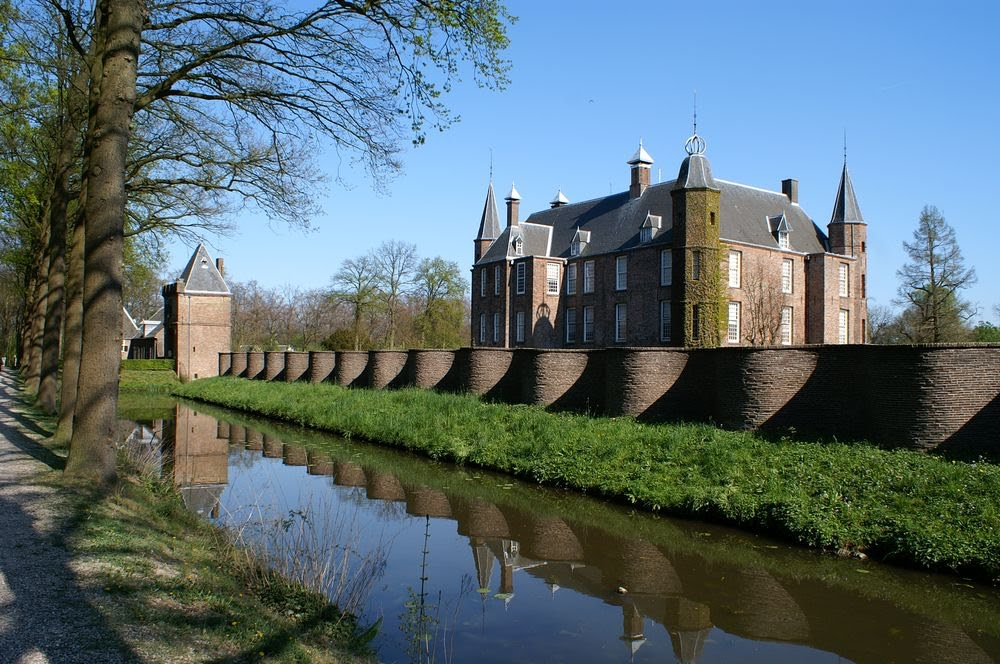
Zamek Zuylen z murem serpentynowym.

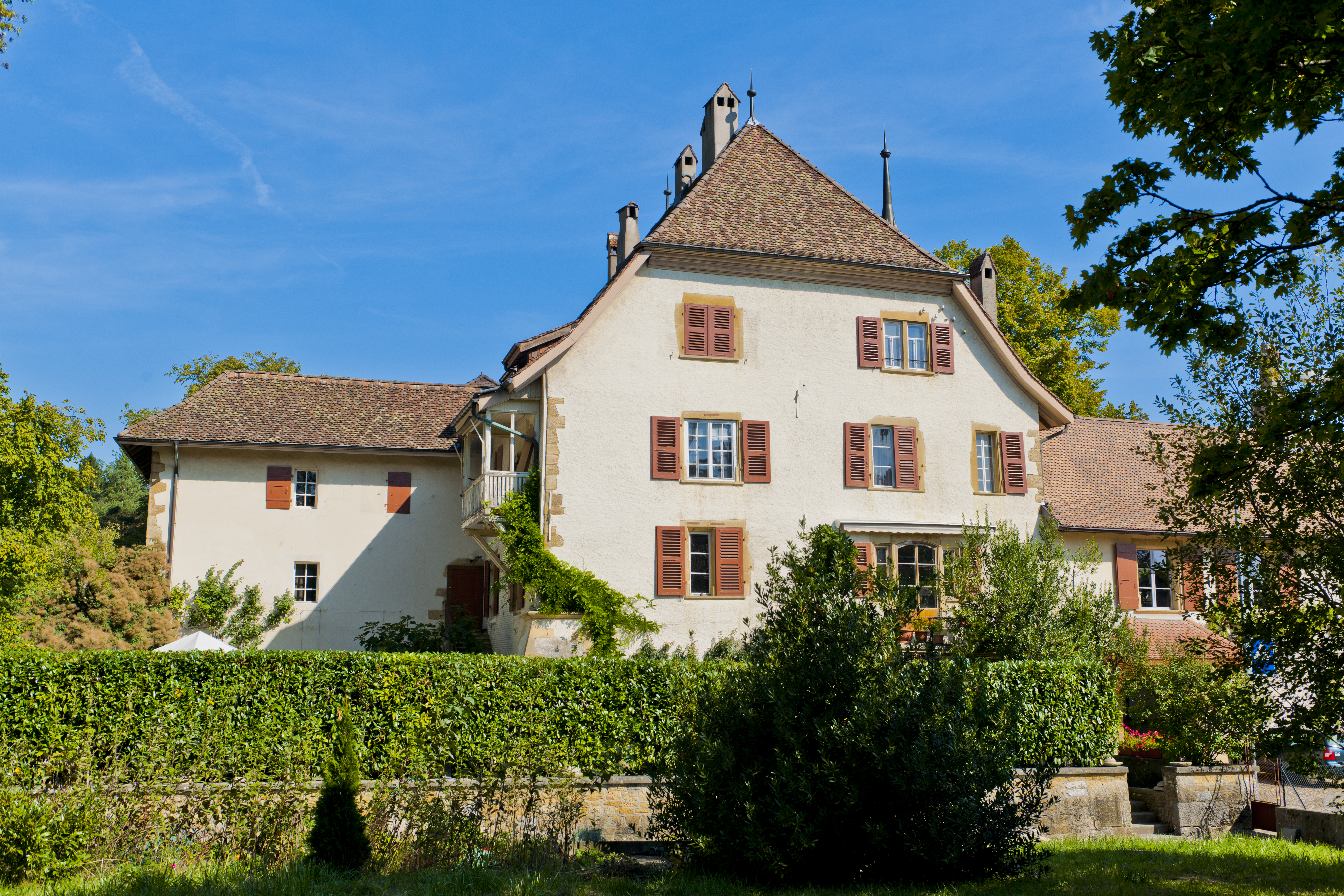
Le Pontet, Colombier, Neuchâtel, Szwajcaria.

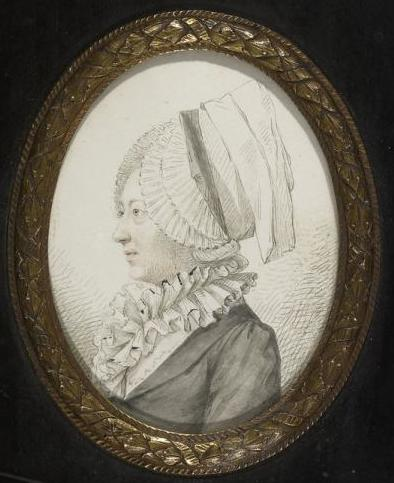
miniaturowy portret Isabelle de Charrière 1781

Isabelle de Charrière, znana w Holandii jako Belle van Zuylen, urodzona Isabella Agneta Elisabeth z domu Tuyll van Serooskerken (ur. 20 października 1740 w zamku Zuylen, Utrecht, zm. 27 grudnia 1805 w Le Pontecie, Colombier, Neuchâtel, Prusy) – holenderska pisarka Oświecenia, tłumaczka, dramatopisarka, powieściopisarka, poetka i kompozytorka. W drugiej połowie swojego życia mieszkała w Colombier, Neuchâtel. Obecnie jest najbardziej znana ze swoich listów i powieści, chociaż pisała także broszury, muzykę i sztuki. Ostro interesowała się społeczeństwem i polityką swojego wieku, a jej praca w czasach rewolucji francuskiej jest uważana za szczególnie interesującą.

## Życiorys
Isabelle van Tuyll van Serooskerken urodziła się w zamku Zuylen w Zuilen w pobliżu Utrechtu w ówczesnej Republice Zjednoczonych Prowincji, w rodzinie Didericka Jacoba van Tuyll van Serooskerken (1707–1776) i Helen Jacob de Vick (1724–1768). Była najstarszą z siedmiorga dzieci. Jej rodzice zostali opisani przez szkockiego pisarza James Boswell, a następnie studenta prawa w Utrechcie i jednego z jej zalotników, jako „jeden z najstarszych szlachciców w Siedmiu Prowincjach” i „pani z Amsterdamu, z dużą ilością pieniędzy”. Zimą mieszkali w swoim domu w Utrechcie.
W 1750 roku Isabelle została wysłana do Genewy i podróżowała przez Szwajcarię i Francję ze swoją francuskojęzyczną guwernantką Jeanne-Louise Prevost, która była jej nauczycielką w latach 1746–1753. Po rocznej rozmowie tylko po francusku musiała na nowo uczyć się holenderskiego po powrocie do Holandii. Jednak francuski pozostawał dla niej podstawowym, bardziej pożądanym językiem przez resztę życia, co pomaga wyjaśnić, dlaczego przez dłuższy czas jej praca nie była tak dobrze znana w kraju urodzenia, jak można się było spodziewać.
Isabelle cieszyła się znacznie szerszym wykształceniem niż dziewczęta w tamtym czasie dzięki liberalnym poglądom jej rodziców, którzy również pozwolili jej studiować przedmioty takie jak matematyka, fizyka i języki: łacinę, włoski, niemiecki i angielski. Pod każdym względem była utalentowaną uczennicą. Zawsze zainteresowana muzyką, w 1790 roku rozpoczęła naukę u kompozytora Nicola Antonio Zingarelliego.
W wieku 14 lat zakochała się w rzymskokatolickim polskim hrabim Peterze Dönhoffie. Nie był nią zainteresowany. Rozczarowana opuściła Utrecht na 18 miesięcy. Kiedy stała się starsza, w jej życiu różni zalotnicy pojawiali się tylko po to, by zostać odrzuconymi, ponieważ obiecali ją odwiedzić, ale nie zrobili tego, lub wycofali się z dalszej walki o jej rękę i serce, ponieważ była lepsza. Widziała małżeństwo jako sposób na zdobycie wolności, ale chciała także wyjść za mąż z miłości.
Specjalnie zaproszona przez Annę Polksleffen Drake i jej męża generała porucznika George’a Eliotta do odwiedzenia ich londyńskiego domu przy Curzon Street w Mayfair Isabel przybyła łodzią z Hellevoetsluis do Harwich 7 listopada 1766 w towarzystwie swojego brata Ditie, jej służącej Doortje i jej kamerdynera Vitela.
W końcu w 1771 roku wyszła za mąż za Charles’a-Emmanuela de Charrière de Penthaz’a (1735–1808), byłego prywatnego nauczyciela jej brata Willema René za granicą w latach 1763–1766. Następnie została znana jako Isabelle de Charrière. Osiedlili się w majątku Le Pontet w Colombier (w pobliżu Neuchâtel), kupionemu przez jego dziadka Béata Louisa de Muralta, wraz z teściem François (1697–1780) i jej dwiema niezamężnymi szwagierkami Louise (1731–1810) i Henriette (1740–1814). Małżeństwo spędziło też sporo czasu w Genewie i Paryżu.

## Korespondencja
Isabelle de Charrière prowadziła szeroką korespondencję z wieloma osobami, w tym z intelektualistami takimi jak David-Louis Constant d’Hermenches, James Boswell, Benjamin Constant i jej tłumacz języka niemieckiego Ludwig Ferdinand Huber.
W 1760 roku Isabelle spotkała Davida-Louisa Constanta d’Hermenches’a (1722–1785), żonatego szwajcarskiego oficera uważanego w społeczeństwie za Don Juana. Po wielu wahaniach potrzeba wyrażenia siebie przez Isabelle pokonała jej skrupuły i po drugim spotkaniu dwa lata później rozpoczęła z nim intymną i tajną korespondencję przez około 15 lat. Constant d'Hermenches miał być jednym z jej najważniejszych korespondentów.
Szkocki pisarz James Boswell spotykał się z nią często w Utrechcie i Zamku Zuylen w latach 1763–1764, kiedy studiował prawo na Uniwersytecie w Utrechcie. Nazywał ją „Zélide”. Stał się stałym korespondentem przez kilka lat po opuszczeniu Holandii, idąc na Grand Tour. Napisał do niej, że nie był w niej zakochany. Ona odpowiedziała: „Zgadzamy się, ponieważ nie mam talentu do podporządkowania”. W 1766 r. wysłał warunkową propozycję do ojca po spotkaniu z jej bratem w Paryżu, ale ojcowie nie zgodzili się na małżeństwo.
W 1786 r. Mme de Charrière spotkała w Paryżu siostrzeńca Constanta d'Hermenchesa, pisarza Benjamina Constanta. Kilka razy odwiedzał ją w Colombier. Tam napisali razem powieść epistolarną i rozpoczęła się wymiana listów, która potrwa do końca jej życia.
Miała także interesującą korespondencję ze swoim tłumaczem niemieckiego Ludwigiem Ferdinandem Huberem.

## Utwory
Isabelle de Charrière pisała powieści, broszury i sztuki teatralne oraz komponowała muzykę. Jej najbardziej wydajny okres nastąpił dopiero po wielu latach pobytu w Colombier. Tematy obejmowały jej wątpliwości religijne, szlachetność i wychowanie kobiet.
Jej pierwsza powieść, „Le Noble”, została opublikowana w 1763 r. To była satyra przeciwko szlachcie i chociaż została opublikowana anonimowo, jej tożsamość została wkrótce odkryta i jej rodzice wycofali dzieło ze sprzedaży. Potem napisała portret siebie dla swoich przyjaciół: „Portret de Mll de Z., sous le nom de Zélide, fait par elle-même. 1762.” W 1784 roku opublikowała dwie powieści „Lettres neuchâteloises” i „Lettres de Mistress Henley publiée par son amie”. Obie były epistolarne – forma, którą nadal faworyzowała. W 1788 roku opublikowała swoje pierwsze pamflety na temat sytuacji politycznej w Holandii, Francji i Szwajcarii.
Jako wielbicielka filozofa Jeana-Jacques’a Rousseau pomagała w pośmiertnej publikacji jego dzieła „Wyznania” w 1789 roku. Mniej więcej w tym czasie napisała również własne pamflety na temat Rousseau.
Rewolucja francuska spowodowała, że wielu szlachciców uciekło do Neuchâtel, a Mme de Charrière zaprzyjaźniła się z niektórymi z nich. Ale opublikowała także prace krytykujące postawy arystokratycznych uchodźców, z których większość, jak czuła, nic się nie nauczyła z rewolucji.
Napisała lub przynajmniej zaplanowała słowa i muzykę do kilku utworów muzycznych, ale żaden nie przetrwa poza fragmentami. Wysłała libretto „Les Phéniciennes” do Mozarta, mając nadzieję, że to postawi, ale nie jest znana żadna odpowiedź. Wszystkie jej utwory muzyczne znajdują się w tomie 10 jej „Œuvres complètes”; obejmują one sześć menuet na kwartet smyczkowy, dziewięć sonat fortepianowych i dziesięć arii i romansów.